# Rhynchopyga
Rhynchopyga is een geslacht van vlinders van de familie spinneruilen (Erebidae), uit de onderfamilie Arctiinae.

## Soorten
- R. albigutta Draudt, 1915
- R. bicolor Dognin
- R. braconida Kaye, 1911
- R. castra D.Jones, 1912
- R. discalba Kaye, 1918
- R. elongata Dognin, 1890
- R. flavicollis Druce, 1884
- R. garleppi Gaede, 1926
- R. hymenopteridia Rothschild, 1911
- R. ichneumonea Felder, 1869
- R. meisteri Berg, 1883
- R. metaphaea Hampson, 1898
- R. pimpla Draudt, 1915
- R. rubricincta Hampson, 1898
- R. semibrunnea Gaede, 1926
- R. semirufa Druce, 1906
- R. steniptera Hampson, 1909
- R. subflamma Druce, 1884
- R. xanthospila Hampson, 1898
- R. xanthozona Draudt, 1915